# Furnicile cultivatoare de ciuperci
Furnicile cultivatoare de ciuperci (subtribul Attina) cuprind toate speciile cunoscute de furnică-cultivatoare de ciuperci care participă la mutualismul furnică-ciupercă. Ele sunt cunoscute pentru tăierea ierburilor și frunzelor, transportarea lor în cuiburile coloniilor lor și creșterea ciupercilor cu care se hrănesc mai târziu.
Obiceiurile lor agricole au de obicei efecte mari asupra ecosistemului înconjurător. Multe specii cresc suprafețe mari în jurul coloniilor lor și lasă trasee de mers pe jos care comprimă solul, pe care nu mai pot crește plante. Coloniile attine au de obicei milioane de indivizi, deși unele specii adăpostesc doar câteva sute.
Ele sunt grupul soră al subtribului Dacetina. Furnicile tăietoare de frunze, inclusiv  Atta și Acromyrmex, alcătuiesc două dintre genuri. Soiurile lor provin în mare parte din tribul fungic  Leucocoprineae
 familiei Agaricaceae.
Intestinul attin microbiota nu este adesea divers datorită dietelor lor în primul rând monotone, lăsându-le la un risc mai mare decât alte ființe pentru anumite boli. Ele sunt expuse în special riscului de deces dacă grădina de ciuperci a coloniei lor este afectată de boală, deoarece este cel mai adesea singura sursă de hrană utilizată pentru dezvoltarea larvelor. Multe specii de furnici, inclusiv mai multe Megalomyrmex, invadează coloniile de furnici care cresc ciuperci și fie fură și distrug aceste grădini de ciuperci, fie trăiesc în cuib și iau hrană de la specie.
Furnicile care cresc ciuperci se găsesc numai în emisfera vestică. Unele specii se întind la nord până la Pine Barrens în New Jersey, SUA (Trachymyrmex septentrionalis) și la sud până la deșerturile patagoniene din Argentina (mai multe specii de Acromyrmex). Se crede că această  clade de furnică  din Lumea Nouă își are originea în urmă cu aproximativ 60 de milioane de ani în pădurile tropicale umede din America de Sud. Totuși, acest lucru este contestat, deoarece probabil au evoluat într-un habitat mai uscat, învățând în același timp să-și domesticească culturile.

## Evoluție
Strămoșii timpurii ai furnicilor attine au fost probabil prădători de insecte. Probabil că au început să caute secțiuni de frunze, dar apoi și-au convertit sursa principală de hrană în ciuperci și aceste tăieturi de frunze au crescut. Attine mai mari, cum ar fi Acromyrmex și probabil Atta, se crede că au evoluat în America Centrală și de Nord în urmă cu aproximativ 20 de milioane de ani (Mya), începând cu Trachymyrmex cornetzi. În timp ce soiurile fungice ale furnicilor attine „inferioare” pot supraviețui în afara unei colonii de furnici, cele ale furnicilor „superioare” attine sunt mutualiști obligați, ceea ce înseamnă că nu pot exista unul fără celălalt.
Creșterea generalizată a ciupercilor la furnici pare să fi evoluat aproximativ 55-60 Mya, dar primele 25 de furnici Mya păreau să fi domesticit o singură descendeitate fungică cu gongylidia pentru a hrăni coloniile. Această evoluție a utilizării gongylidiei pare să se fi dezvoltat în habitatele uscate din America de Sud, departe de pădurile tropicale în care a evoluat creșterea ciupercilor. Aproximativ 10 milioane de ani mai târziu, furnicile de tăiere a frunzelor au apărut probabil ca active erbivore și au început agricultura la scară industrială. Ciuperca pe care furnicile au crescut-o, soiurile lor au devenit în cele din urmă izolate reproductiv și au co-evoluat cu furnicile. Aceste ciuperci au început treptat să descompună materialul mai nutritiv, ar fi plantele proaspete.
La scurt timp după ce furnicile attine au început să-și păstreze grădinile de ciuperci în agregări dense, fermele lor au început probabil să sufere de un gen specializat de micopatogeni Escovopsis. Furnicile au dezvoltat culturi cuticulare de Actinobacteria care suprimă "Escovopsis" și, eventual, alte bacterii. Aceste culturi cuticulare sunt atât antibiotice, cât și antifungices. Furnicile lucrătoare mature poartă aceste culturi pe plăcile pieptului și, uneori, pe toracele și picioarele înconjurătoare ca biofilm.

## Comportament

### Împerechere

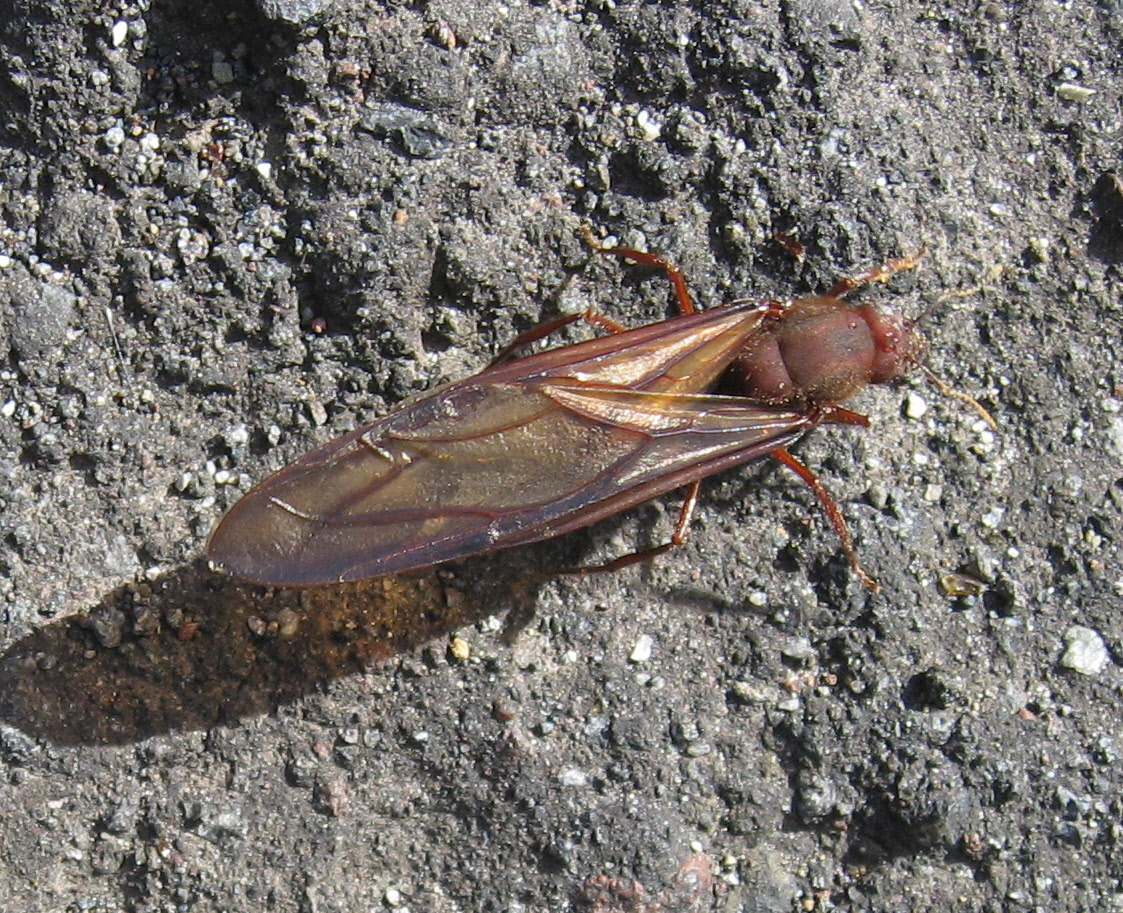
Un alat încă înaripat care crește ciuperci

De obicei, o regină trăiește în colonie. În fiecare an, după ce colonia are aproximativ trei ani, regina depune ouă de femele și masculi alațp, furnicile reproductive care vor transmite genele reginelor. Înainte de a părăsi cuibul, reginele îndeasă o parte din miceliul ciupercii  în cibarium. Acești masculi și regine înaripate își iau apoi zborul nupțial pentru a se împerechea în aer. În unele zone, zborurile speciilor sunt sincronizate cu toate regalitățile virgine ale coloniilor locale care zboară la aceeași oră în aceeași zi, cum ar fi Atta sexdens și Atta texana.

## Habitat
Attinele inferioare trăiesc mai ales în cuiburi discrete cu 100-1000 de indivizi și grădini de ciuperci relativ mici în ele. Attinele mai mari, în schimb, trăiesc în colonii formate din 5-10 milioane de furnici care trăiesc și lucrează în sute de camere portante de ciuperci interconectate în imense cuiburi subterane. Unele colonii sunt atât de mari, încât pot fi văzute din satelit, măsurând până la 600 de m3.

## Genuri
- Acanthognathus  Mayr, 1887
- Acromyrmex Mayr, 1865
- Allomerus  Mayr, 1878
- Apterostigma Mayr, 1865
- Atta Fabricius, 1804
- †Attaichnus Laza, 1982
- Basiceros  Schulz, 1906
- Blepharidatta  Wheeler, 1915
- Cephalotes  Latreille, 1802
- Chimaeridris  Wilson, 1989
- Colobostruma  Wheeler, 1927
- Cyatta Sosa-Calvo et al., 2013
- Cyphomyrmex Mayr, 1862
- Daceton  Perty, 1833
- Diaphoromyrma  Fernández, Delabie & Nascimento, 2009
- Epopostruma  Forel, 1895
- Eurhopalothrix  Brown & Kempf, 1961
- Ishakidris  Bolton, 1984
- Kalathomyrmex Klingenberg & Brandão, 2009
- Lachnomyrmex  Wheeler, 1910
- Lenomyrmex  Fernández & Palacio, 1999
- Mesostruma  Brown, 1948
- Microdaceton  Santschi, 1913
- Mycetagroicus Brandão & Mayhé-Nunes, 2001
- Mycetarotes Emery, 1913
- Mycetophylax Emery, 1913
- Mycetosoritis Wheeler, 1907
- Mycocepurus Forel, 1893
- Myrmicocrypta Smith, 1860
- Ochetomyrmex  Mayr, 1878
- Octostruma  Forel, 1912
- Orectognathus  Smith, 1853
- Paramycetophylax Kusnezov, 1956
- Phalacromyrmex  Kempf, 1960
- Pheidole  Westwood, 1839
- Pilotrochus  Brown, 1978
- Procryptocerus  Emery, 1887
- Protalaridris  Brown, 1980
- Pseudoatta Gallardo, 1916
- Rhopalothrix  Mayr, 1870
- Sericomyrmex Mayr, 1865
- Strumigenys  Smith, 1860
- Talaridris  Weber, 1941
- Trachymyrmex Forel, 1893
- Tranopelta  Mayr, 1866
- Wasmannia  Forel, 1893
- Xerolitor Sosa-Calvo et al., 2018

### Texte citate
- en  Hölldobler, Bert and Wilson, EO. (2009). The Superorganism: The Beauty, Elegance, and Strangeness of Insect Societies. W. W. Norton & Company. ISBN: 9780393067040